# Баллард, Доминик
Доминик Баллард (англ. Dominic Ballard; родился 1 апреля 2005), также известный как Дом Баллард (англ. Dom Ballard) — английский футболист, нападающий клуба «Рединг».

## Клубная карьера
С 2013 года выступал за футбольную академию «Саутгемптона». В апреле 2022 года подписал свой первый профессиональный контракт с клубом.
23 августа 2022 года дебютировал в основном составе «святых» в матче Кубка Английской футбольной лиги против «Кембридж Юнайтед», отметившись забитым мячом. 21 мая 2023 года дебютировал в Премьер-лиге в матче против «Брайтон энд Хоув Альбион».

## Карьера в сборной
В 2022 году дебютировал в составе сборных Англии до 17 и до 18 лет.